# Marcus Borg

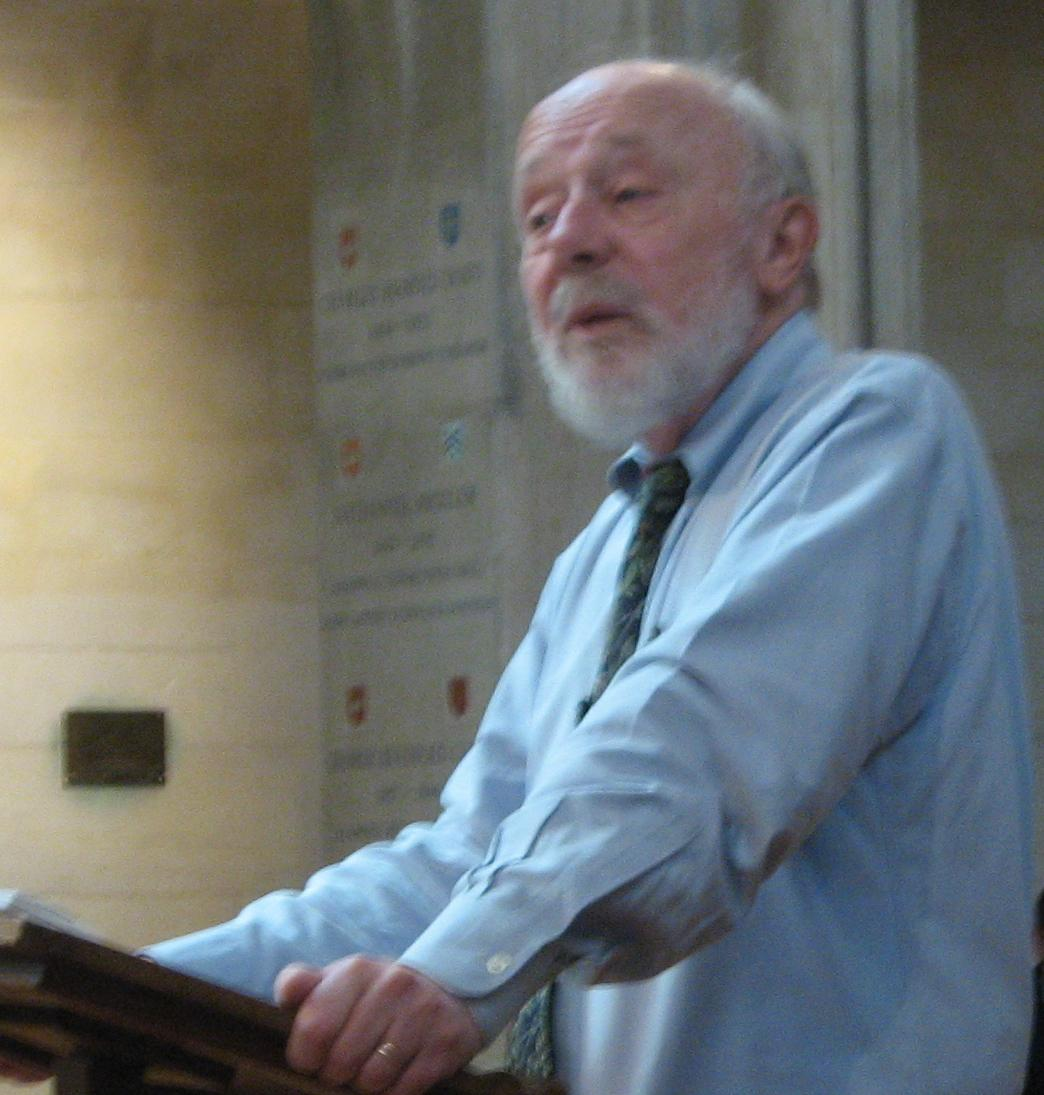
Marcus Borg som talare.

Marcus J. Borg, född 11 mars 1942 i Fergus Falls, Minnesota, död 21 januari 2015, var en amerikansk teolog, bibelvetare och författare. 
Borg var medlem i Jesusseminariet och hade en doktorstitel från Oxfords universitet. Han anses vara en av de mest inflytelserika förespråkarna av progressiv kristendom. Han pensionerades från Oregon State University 2007. Två av hans böcker finns översatta till svenska, som Kristendomens hjärta - Att återupptäcka den kristna tron och leva ett helhjärtat liv och Den radikale Paulus: kyrkans konservativa ikon som progressiv visionär.
Borg var internationellt välkänd i såväl akademiska som kyrkliga kretsar. Han skrev ett tjugotal böcker. I Meeting Jesus Again for the First Time (1994), mötte han kristnas behov av en personlig tro med öppenhet för kritiskt tänkande och reder ut vanliga missuppfattningar i ljuset av den senaste bibelforskningen. Putting Away Childish Things (2010) är hans enda skönlitterära verk och har använts i många bokcirklar och fördjupande samtalsgrupper.
Tillsammans med den mer konservative anglikanske bibelforskaren N.T. Wright författade han den prisbelönta The Meaning of Jesus: Two Visions (1999). Borg var även redaktör för böcker som Jesus and Buddha: The Parallel Sayings (1997). Tidningen The New York Times beskrev Marcus J. Borg som "en ledande gestalt i sin generation av Jesusforskare". Han syntes ofta i nordamerikansk media.
År 2007 pensionerades han från professuren i religion och kultur vid Oregon State University, och utnämndes då till domkyrkoteolog för Trinity Episcopal Cathedral i Portland. Borgs publikationer har översatts till tolv olika språk och han var flitigt anlitad som föreläsare runtom i världen. I november 2012 besökte han Sofia församling i Stockholm, där han även predikade i Storkyrkan.

## Böcker
- Speaking Christian: Why Christian Words Have Lost Their Meaning, 2011; ISBN 978-0-06-197655-1
- Putting Away Childish Things: A Tale of Modern Faith, 2010; ISBN 978-0-06-188814-4
- The First Paul: Reclaiming the Radical Visionary Behind the Church's Conservative Icon, 2009; ISBN 0-06-143072-2
  - Borg, Marcus J.; Crossan John Dominic (2016). Den radikale Paulus: kyrkans konservativa ikon som progressiv visionär. Översättning: Rabbe Forsman. Helsingfors: Förlag Tomas von Martens. Libris 19790184. ISBN 978-952-93-7668-1
- The First Christmas: What the Gospels Really Teach About Jesus' Birth, 2007
- "Executed by Rome, Vindicated by God," Stricken by God?, 2007, ISBN 978-0-9780174-7-7
- Jesus: Uncovering the Life, Teachings, and Relevance of a Religious Revolutionary, 2006, ISBN 0-06-059445-4
- Living the Heart of Christianity: A Guide to Putting Your Faith into Action, 2006. Översatt som Kristendomens hjärta - Att återupptäcka den kristna tron och leva ett helhjärtat liv, 2015; ISBN 978-952-93-5387-3
- The Last Week: A Day-by-Day Account of Jesus's Final Week in Jerusalem, 2006, ISBN 0-06-084539-2
- The Heart of Christianity: Rediscovering a Life of Faith, 2003
  -  Kristendomens hjärta: att återupptäcka den kristna tron och leva ett helhjärtat liv. Översättning: Are Aspersen & David Holm. [Finland]: Förlag Tomas von Martens. 2015. Libris 17978434. ISBN 9789529353873
- Reading the Bible Again for the First Time: Taking the Bible Seriously but Not Literally, 2001, ISBN 0-06-0609192
- The Apocalyptic Jesus: A Debate, 2001
- God at 2000, 2001
- The Meaning of Jesus: Two Visions, 1999, ISBN 0-06-060875-7
- Will the Real Jesus Please Stand Up?: A Debate Between William Lane Craig and John Dominic Crossan, 1998
- Conflict, Holiness and Politics in the Teachings of Jesus, 1998
- Jesus and Buddha: The Parallel Sayings, 1997
- The God We Never Knew, 1997
- The Lost Gospel Q, 1996
- Jesus at 2000, 1996
- The Search for Jesus: Modern Scholarship Looks at the Gospels, 1994
- Jesus in Contemporary Scholarship, 1994
- Meeting Jesus Again for the First Time, 1994, ISBN 0-06-060917-6
- Jesus: A New Vision, 1987
- The Year of Luke, 1976
- Conflict and Social Change, 1971